# Frederico Francisco IV de Meclemburgo-Schwerin
Frederico Francisco IV (Palermo, 9 de abril de 1882 – Flensburgo, 17 de novembro de 1945) foi o último Grão-Duque de Meclemburgo-Schwerin e regente de Meclemburgo-Strelitz.

## Biografia
Nasceu em Palermo, filho de Frederico Francisco III de Meclemburgo-Schwerin e da grã-duquesa Anastásia Mikhailovna da Rússia. Sucedeu ao seu pai como grão-duque no dia 10 de abril de 1897, mas por ser menor de idade, o grão-ducado foi governado pelo seu tio, o duque João Alberto até Frederico atingiu a maioridade no dia 9 de abril de 1901.

### Casamento e filhos
No dia 7 de junho de 1904, Frederico Francisco casou-se com a princesa Alexandra de Hanôver (1882 – 1963) em Gmuden. Ela era a segunda filha mais velha de Ernesto Augusto, Príncipe Herdeiro de Hanôver e da sua esposa, a princesa Tira da Dinamarca, uma filha do rei Cristiano IX da Dinamarca.
Tiveram cinco filhos:
- Frederico Francisco, Grão-duque-hereditário de Meclemburgo-Schwerin (1910–2001)
- Cristiano Luís (1912–1996) casou-se com a princesa Barbara da Prússia, filha do príncipe Sigismundo da Prússia
- Olga (1916–1917)
- Tira (1919–1981)
- Anastásia (1922–1979) casou-se com o príncipe Frederico Fernando de Eslésvico-Holsácia-Sonderburgo-Glucksburgo

Após o suicídio do grão-duque Adolfo Frederico VI de Meclemburgo-Strelitz em 1918, Frederico Francisco passou a ser regente de Strelitz, uma vez que o herdeiro do ducado, o Duque Carlos Miguel, estava a servir no exército Russo na altura e tinha declarado que desejava abdicar dos seus direitos de sucessão. Frederico Francisco abdicou do seu título no dia 14 de novembro de 1918 após a derrota do Império Alemão na Primeira Guerra Mundial. A regência acabou na mesma altura.
Frederico Francisco morreu no dia 17 de novembro de 1945 em Flensburgo, depois de ser preso pelo número 6 da secção de segurança da Força Aérea Real do Reino Unido a 9 de novembro do mesmo ano sob a acusação de ser um nazi desertado. Foi sucedido como chefe de família pelo seu filho, o grão-duque-hereditário herdeiro Frederico Francisco.

## Honras
Enquanto Grão-Duque de Meclemburgo-Schwerin, Frederico Francisco IV foi Grão-Mestre das seguintes Ordens:
- Grão-Mestre da Ordem do Grifo

- Grão-Mestre da Ordem da Coroa Venda

Estrangeiras;
- Cavaleiro da Ordem do Elefante (Dinamarca)

- Comendador da Ordem de São João (Império Alemão)

- Cruz de Ferro do Império Alemão (Primeira Classe)